# Pawieł Czekłyszkin
Pawieł Czekłyszkin (ros. Павел Чеклышкин, ur. 1 marca 1985) – rosyjski wioślarz.

## Osiągnięcia
- Mistrzostwa Europy – Brześć 2009 – ósemka – 8. miejsce[1].